# Gullane Entertainment
Gullane Entertainment (nota precedentemente come The Britt Allcroft Company) era una società di produzione, nota principalmente per essere stata la casa di produzione de Il trenino Thomas dal 1984 al 2003. Venne acquistata nel 2002 dalla HiT Entertainment per 139 milioni di sterline. Ad oggi, le proprietà della Gullane sono possedute da Mattel, a seguito dell'acquisto della HiT Entertainment nel 2011.

## Storia

### The Britt Allcroft Company
La compagnia produsse le prime sette stagioni de Il trenino Thomas come la Britt Allcroft Company Ltd. Nelle prime due stagioni ebbe un ruolo secondario, ma a seguito del fallimento della Clearwater Features il 31 dicembre 1990 divenne la casa di produzione principale della serie.
Alla fine degli anni '80 venne fondata la Quality Family Entertainment, una filiale americana della società, che produsse il programma Shining Time Station, in onda su PBS dal 1989 al 1995.
Nel 1993, venne fondata una filiale dell'azienda in Giappone nel distretto di Kita-Aoyama, a Tokyo, che rimase attiva fino al 2000.
Nel 1994 venne annunciata un'alleanza strategica internazionale tra The Britt Allcroft Company e Catalyst Entertainment, società di produzione canadese che aveva co-prodotto Shining Time Station.
Nel 1997, la società acquistò i diritti della serie Captain Pugwash, e che avrebbero prodotto una nuova serie con il personaggio. Nello stesso anno, la compagnia avviò delle joint venture per produrre nuove serie su James il gatto, Topsy and Tim e Ippo. Nel novembre dello stesso anno, fondarono la Gullane Pictures, una filiale della compagnia che sarebbe servita per la produzione di lungometraggi.
Nel 1998, acquistarono i diritti di base dei libri The Railway Series dalla Reed Elsevier per 13,5 milioni di sterline, acquisendo il pieno controllo del franchise de Il trenino Thomas.
Nel dicembre 1999, la compagnia acquistò il 50% della quota del programma Sooty, dalla casa di produzione Sooty International Ltd., per poi formare una joint venture chiamata Bridgefilms, che avrebbe anche gestito i diritti di licenza de Le incredibili avventure di Mumfie.
Nel marzo del 2000, la HiT Entertainment fece un'offerta di 363 milioni di dollari per acquistare The Britt Allcroft Company, insieme ad altre compagnie interessate. Nello stesso mese, la compagnia annunciò di aver acquistato la società The Media Merchants per 14 milioni di sterline, portando così Art Attack nella lista delle loro proprietà intellettuali.
Nel settembre del 2000, a seguito del flop al botteghino del film Thomas and the Magic Railroad, la compagnia venne rinominata Gullane Entertainment; inoltre, Britt Allcroft si dimise dall'incarico di amministratore delegato della Britt Allcroft Company.

### Gullane Entertainment
A seguito della dimissione di Britt Allcroft come amministratore delegato, The Britt Allcroft Company divenne Gullane Entertainment, per espandere ed esportare i propri marchi all'estero. Nonostante la sua dimissione, Allcroft non aveva abbandonato l'azienda, e lavorò come consulente creativo nella serie Il trenino Thomas fino al 2003.
Insieme alla rinominazione della società, arrivarono nuovi progetti, tra cui la sesta stagione de Il trenino Thomas, una nuova stagione di Art Attack da 238 episodi in collaborazione con The Walt Disney Company e nuove stagioni di programmi come Captain Pugwash, Sooty Heights e ZZZAP! Inoltre, venne annunciata una nuova serie sul topolino Eckhart in collaborazione con Catalyst Entertainment.
Nel marzo del 2001, Gullane annunciò che i profitti degli ultimi sei mesi erano aumentati dell'80%. Lo stesso giorno, la società annunciò che avrebbe prodotto 26 nuovi episodi de Il trenino Thomas per la distribuzione nell'estate del 2002, con un accordo di cofinanziamento con una terza parte che avrebbe coinciso con il costo della serie per una possibile produzione di 78 nuovi episodi entro i successivi tre anni; inoltre, Gullane confermò che Thomas and the Magic Railroad era stato venduto in oltre trenta paesi in tutto il mondo, mentre Catalyst Entertainment aveva consegnato alla società la prima stagione di Eckhart e Longhouse Tales. In precedenza, Gullane aveva annunciato il lavoro su una coproduzione animata 2D/3D con la Catalyst basata sui libri di Harry e i dinosauri nel magico secchiello blu, pubblicati dalla casa editrice David & Charles, che la società avrebbe distribuito in tutto il mondo.
Nel luglio del 2001, Gullane acquistò dalla Diageo il Guinness dei primati per 45 milioni di sterline, anche se l'azienda continuò ad usare il nome Guinness su licenza della Diageo. Nel dicembre 2001, la divisione della Gullane dedicata alla pubblicazione dei libri si fuse con la Dave & Charles Children's Books, formando la Gullane Publishing.
Il 14 settembre 2001, Gullane e la società Tell-Tale Productions firmarono un accordo per produrre due nuove serie animate, Ella e BB3B.
Nel dicembre del 2001, l'azienda acquistò una gran parte delle quote di Sam il pompiere da S4C per 16 milioni di sterline, e fecero un accordo per produrre una nuova stagione da 26 episodi e restaurare le 4 stagioni precedenti.
Il 13 febbraio 2002, la Catalyst Entertainment annunciò che si sarebbe fusa con l'azienda canadese Cambium Entertainment, per formare la CCI Entertainment.
L'8 marzo del 2002, Gullane firmò un accordo con la Collingwood O'Hare Entertainment per produrre una nuova serie, Yoko! Jakamoko! Toto!, per CITV. Il 20 marzo, Gullane annunciò nuovi episodi di Il trenino Thomas e Art Attack.

### L'acquisto da parte dellaHiT Entertainment
Dopo 2 anni di negoziazioni, nel luglio 2002, la HiT acquistò Gullane Entertainment per 139 milioni di dollari. Non si sa se la CCI Entertainment è stata influenzata dall'acquisto.
Il 18 settembre 2002, prima che la Gullane Entertainment fosse entrata a far parte della HiT, l'accordo con la Tell-Tale Productions fallì e i diritti per le due serie tornarono alla Tell-Tale.

### Dopo l'acquisto
Dopo la fine della produzione della settima stagione de Il trenino Thomas, la maggior parte del cast di produzione originale, tra cui Britt Allcroft, il regista David Mitton e i compositori Mike O'Donnell e Junior Campbell, abbandonò la serie. Britt Allcroft venne rimpiazzata nel programma da Peter Urie.
Nel marzo 2003, la CCI Entertainment annunciò di interrompere tutti gli accordi con la HiT, acquistando la maggior parte delle proprietà intellettuali di Gullane. I programmi che acquistò la CCI vennero trasferiti alla sussidiaria CCI Releasing.
Nell'ottobre 2007, HiT mise in vendita i diritti per Mumfie e Sooty. Britt Allcroft riuscì ad acquistare i diritti de Le incredibili avventure di Mumfie nel marzo del 2008, e i diritti di Sooty vennero acquistati dall'illusionista e burattinaio Richard Cadell nel giugno dello stesso anno.
Nel febbraio 2008, la HiT vendette il Guinness dei primati alla Ripley Entertainment.

## Produzioni
- Il trenino Thomas (1984-2003)
- Shining Time Station (1989-1995)
- Le incredibili avventure di Mumfie (1994-1998)
- Ippo (1997)
- James il gatto (1997-1998)
- The Adventures of Captain Pugwash (1998-1999)
- Sooty Heights (2000)
- Art Attack (2000-2002)
- Sooty (2001-2003)
- ZZZap! (2001)
- Sam il pompiere (2002-2003[37])
- It's a Mystery (2002)

### Solo distribuzione
- What Katy Did (1999)
- Cinderella & Me (1999)
- Shadow Lake (1999)
- Virtual Mom (2000)
- Longhouse Tales (2000)
- Eckhart (2001)
- I Was a Rat (2001)
- Etciù! Accipicchia, che starnuto! (2003)
- Yoko! Jakamoto! Toto! (2003)